# ヒッキー北風
ヒッキー北風（ - きたかぜ、本名：引木 勝（ひきぎ まさる）、1976年6月1日 - ）は、日本のお笑いタレント。
千葉県出身。吉本興業東京本社（東京吉本）所属。

## 概要
後ろ（臀部）にマジックで絵や文字が描かれてある白のブリーフを何十枚も重ね履きし、それをテンポよくずり下ろしながら（VTR巻き戻しのように履き直す場合もある）1つの物語を進めていく芸風が特徴。今まで1度に重ね履きしたブリーフは最高で50枚。給料4ヶ月分のブリーフを重ね履きしたこともあるという。
「スキ?キライ?×2 キライじゃないけど×3 ○○的にムリ」でシメる。2010年1月27日放送のテレビ朝日系列『シルシルミシル』で、パンツ早履き1分間で21枚、パンツ重ね履き201枚のギネス世界記録を更新し、登録申請する。
お笑い芸人になる前は陸上自衛隊に入っていた。2002年5月にお笑いコンビ「ウェスタン侍」を組んだが、1年で解散した。過去に新潟のお笑い事務所「NAMARA」に所属していた。
ちなみにブリーフを履くように勧めたのは、新潟ローカルタレントのヤンである。
芸名の「ヒッキー」の由来は、学生時代のあだ名である。視力は1.5。既婚で娘もいる。
2010年のM-1グランプリに、同じよしもと所属のマリリンジョイと組んだコンビ『下ネタNG』で出場。
2015年4月から2017年3月までテレビユー福島の情報番組『げっきんチェック』のMCに起用され、福島へ移住。吉本興業が行っている『あなたの街に住みますプロジェクト』の福島住みます芸人として2年間にわたって活動した。

## 出演

### テレビ番組
- げっきんチェック（テレビユー福島、2015年4月 - 2017年3月 ）
- インパクト!
- ダウンタウンのガキの使いやあらへんで!!
- うたばん
- 雨上がり決死隊のトーク番組アメトーーク!
- お笑いDynamite!（TBS、2007年12月28日）キャッチコピーは「ブリーフ一丁風邪知らず」→「ブリーフ重ね着風邪知らず」
- 音リコ!（日本テレビ）
- 本番で〜す!（テレビ東京、2007年7月28日）
- 関根&優香の笑うお正月（テレビ朝日、2008年1月）
- ぐるぐるナインティナイン（日本テレビ、2008年6月13日）おもしろ荘にて小島よしおとコラボ
- MMM（日本テレビ、8月11日、8月18日）
- デスノート夏休みスペシャルクイズ（日本テレビ、8月14日、8月15日）
- お笑い芸人歌がうまい王座決定戦スペシャル（フジテレビ、2008年8月19日）
- ザ・イロモネア（TBS、2008年12月6日）　※『ゴールドラッシュ』に出演。3週勝ち抜き、本戦出場権獲得。

### イベント
- 『サマーソニック08』（2008年9月10日）芸人ブース

### CM
- コンピレーションアルバム「ダンスホールゴールド」（2007年、ソニー・ミュージック）

## 雑誌
- コロコロコミック ヒッキー北風の短編漫画（2008年8月）